# Прорыв линии Зигфрида
Прорыв Линии Зигфрида (26 августа 1944 — 25 марта 1945) — наступательная операция войск западных союзников по антигитлеровской коалиции против немецкой армии с целью вторжения в западную Германию.

## Предыстория
После освобождения Парижа 25 августа войсками «Сражающейся Франции» Союзники были вынуждены сделать паузу для перегруппировки войск и налаживания системы снабжения. Эта пауза позволила немцам укрепить оборонительные рубежи на западных границах Германии. 24 августа 1944 года Гитлер издал директиву о восстановлении и обновлении «Линии Зигфрида» — комплекса оборонительных сооружений на старой франко-германской границе. На эту работу было брошено 20.000 человек из Райхсарбайтсдинст, к ней привлекались и местные жители. Помимо восстановления старой линии укреплений, были также возведены оборонительные сооружения вдоль границ Рейха с оккупированными территориями на Западе.
Немецкие войска отступали на восток, не делая попыток закрепиться в восточной Франции или Бельгии, и стали оказывать серьёзное сопротивление лишь на границах Германии. Войска Союзников преследовали немцев, но из-за проблем в снабжении (в частности, из-за того, что тыловые службы не успевали доставлять горючее и боеприпасы в вырвавшиеся далеко вперёд передовые части) были неспособны вести серьёзные боевые действия. Поэтому, когда немецкие войска остановились и заняли оборону, то Союзники также были вынуждены остановиться и заняться налаживанием системы снабжения для ведения дальнейших операций.
К середине сентября 1944 года сформировалась сплошная линия фронта от Ла-Манша до швейцарской границы. Со стороны Союзников северный его участок заняла британская 21-я группа армий (командующий — фельдмаршал Монтгомери), центральный участок — американская 12-я группа армий (командующий — генерал Брэдли), южный — высадившаяся на юге Франции в ходе операции «Драгун» американо-французская группа армий (командующий — генерал-лейтенант Диверс). Общее командование осуществлял генерал Эйзенхауэр и его Главное командование союзных сил.

## Проблемы со снабжением
С захватом Парижа Союзники вышли на рубежи, которые предусматривалось занять к исходу трёх-четырёх месяцев боёв после высадки на французском побережье, то есть опередили график продвижения на несколько недель. Дороги, железнодорожные линии, склады, ремонтные мастерские и базовые сооружения, необходимые для обеспечения непрерывного продвижения войск вперёд, остались в тылах далеко от линии фронта. Для обеспечения передовых частей была задействована транспортная авиация, однако она могла доставлять на передний край лишь около 2 тысяч тонн грузов ежедневно, что составляло только небольшой процент от общего объёма требуемых войскам грузов. Кроме того, немецкие гарнизоны продолжали удерживать порты на западном побережье Франции, так что всё снабжение Союзников шло через единственную гавань в районе полуострова Котантен. 28 августа в результате высадки на юге Франции был захвачен Марсель, однако прежде, чем использовать его для снабжения, нужно было восстановить порт, а железнодорожные линии, идущие от Марселя вверх по долине Роны, нуждались в серьёзном ремонте.
4 сентября 1944 года войска Монтгомери вошли в Антверпен. Переключение снабжения на этот порт позволило бы резко приблизить базы к линии фронта, однако Антверпен был связан с морем огромным эстуарием Шельды, на островах которого находились немецкие гарнизоны. Без очищения устья Шельды пользоваться портом Антверпена было невозможно.

## Живая сила
Германским войскам уже практически неоткуда было брать пополнения. Чтобы восполнить потери, понесённые в Нормандии и во время отступления из Франции, в сухопутные войска было переброшено 20 тысяч человек из персонала Люфтваффе. Широкое распространение получила практика использования фольксштурма.
Великобритания к концу пятого года войны также испытывала нехватку живой силы. Для восполнения потерь приходилось расформировывать некоторые части, чтобы пополнять ими другие. 
Американцы получали пополнения из США, однако это были неопытные новички, которым поначалу нельзя было доверять серьёзных заданий. Из-за ошибок планирования образовался искусственный перекос в пользу других родов войск по сравнению с пехотой: если прочие рода войск получали достаточно пополнений, то нёсшая наибольшие потери пехота испытывала острую нехватку людей. На ситуации с живой силой в войсках США также отрицательно сказывались расовые предрассудки: считалось, что негры неспособны нормально воевать, и потому их можно использовать только в тыловых службах. Эта тенденция была переломлена лишь к концу 1944 года.

## Северная группа армий
На севере перед Союзниками стояло три задачи. Во-первых, нужно было продвинуться на восток на достаточное расстояние, чтобы обеспечить надёжное прикрытие Антверпена и автомобильных и железных дорог, ведущих от этого города к фронту. Во-вторых, нужно было подавить оборону немцев между Антверпеном и морем. В-третьих, Эйзенхауэр надеялся, что передовые соединения Союзников выдвинутся как можно дальше для овладения, если представится такая возможность, плацдармом на противоположном берегу Рейна, чтобы затем угрожать Руру и облегчить организацию последующих наступательных операций.
Монтгомери, основываясь на быстром продвижении своих войск в течение предыдущих недель, был убеждён в полной деморализации противника, и выступил с неожиданным предложением: он заявил, что если его 21-й группе армий будет оказана поддержка всеми наличными средствами снабжения, то он сумеет ворваться прямо в Берлин и закончить войну. Чтобы объяснить Монтгомери реальное состояние дел, Эйзенхауэр 10 сентября 1944 года специально встретился с ним в Брюсселе, и объяснил, что без железнодорожных мостов через Рейн и без достаточных запасов предметов боевого обеспечения под рукой поддерживать в Германии группировку сил, способную достичь её столицы, невозможно. Однако Монтгомери очень хотелось захватить плацдарм, поэтому на совещании 10 сентября ему было разрешено отложить операции по уничтожению сил противника на подступах к Антверпену и попытаться овладеть нужным Союзникам плацдармом на восточном берегу Рейна.
17 сентября Союзники начали операцию «Маркет-Гарден», однако она завершилась лишь частичным успехом: плацдарм на восточном берегу Рейна обеспечить не удалось, однако войска выдвинулись далеко вперёд, обеспечив возможность обороны Антверпена. В октябре 1944 года всё внимание 21-й группы армий сосредоточилось на очищении от противника нижнего течения Шельды. В начале ноября начались бои за остров Валхерен, образовывавший последний барьер на пути судов Союзников к Антверпену. 3 ноября Эйзенхауэр сообщил Объединённому штабу, что подходы к Антверпену очищены. 28 ноября первый конвой союзных судов вошёл в Антверпенский порт.

## Центральная группа армий
Пока 21-я группа армий при помощи 1-й союзной воздушно-десантной армии и частей 1-й американской армии проводила наступление на Арнем и операции вокруг Антверпена, 12-я (без 1-й) и 6-я группы армий прощупали слабые места немцев и задумали преодолеть их сопротивление на фронте между Бельгией и швейцарской границей. Расчёт строился на предположении, что гитлеровские силы всё ещё раздроблены, и что при удачном нажиме у противника найдётся слабое место, что позволит Союзникам выйти к Рейну до наступления зимы.
29 сентября командование 1-й американской армии приказало своим войскам провести операцию с ограниченной целью из района Дёрн, севернее Маастрихта, чтобы прикрыть правый фланг 21-й группы армий и начать примерно 1 октября согласованное наступление с задачей взять Дюрен и Кёльн. Два северных корпуса получили задачу окружить и занять Ахен, а затем продвигаться к Рейну. 2 октября они начали наступление, но встретили ожесточённое сопротивление немецких войск, усиленных частями из района Арнема и других участков Западного фронта и подталкиваемое приказами Гитлера драться до последней капли крови. С 11 по 13 октября 9-я воздушная армия (9th TAF) Союзников ударами с воздуха ослабила сопротивление немцев, и 14-го октября американские войска начали вести уличные бои внутри Ахена. Через два дня город был окружён, а попытка оказать ему помощь была сорвана. Непрерывные удары союзной артиллерии и действия американской пехоты по методическому очищению разных частей города от противника вынудили гарнизон 21 октября капитулировать.
К югу от войск генерала Ходжеса 3-я армия 2 октября предприняла наступление на укрепления Меца. После ожесточённых боёв часть форта Дриан была занята, но крайне упорное сопротивление противника вынудило американские войска 12 октября отступить. Сократившийся подвоз боеприпасов на это направление вынудил отложить новое наступление до ноября.
18 октября 1944 года Эйзенхауэр, Монтгомери и Брэдли встретились в Брюсселе, чтобы обсудить программу действий на ноябрь и декабрь 1944 года. В связи с тем, что английские и канадские войска должны были продолжать очищение устья Шельды, задача выхода к Рейну была возложена на 1-ю и 9-ю американские армии. Генерал Ходжес должен был попытаться создать плацдарм южнее Кёльна, а войска генерала Симпсона прикрывать его левый фланг между Ситтардом и Ахеном. Правее 1-й армии войска генерала Паттона  должны были наступать в северо-восточном направлении, поддерживая главный удар. Тем временем французские и американские войска генерала Деверса должны были попытаться форсировать Рейн в своей полосе.
28 октября Эйзенхауэр подтвердил свои решения, принятые в Брюсселе, и потребовал, чтобы 9-я и 1-я американские армии форсировали подготовку. Главному ноябрьскому наступлению предшествовали два вспомогательных удара. Первый был нанесён 5-м корпусом 1-й армии 2 ноября с целью захвата района Шмидт непосредственно севернее важных плотин на реках Урфт и Рур. Американцы захватили город Шмидт, но сильное противодействие противника и трудности снабжения вынудили их отойти и прекратить наступление. 12 ноября 2-я английская армия двинулась на восток с целью форсировать Маас в своей полосе, и к 22 ноября англичане успешно очистили западный берег Мааса напротив Рурмонда.
9-я и 1-я армии начали основное наступление 16 ноября. В результате воздушной бомбардировки был разрушен центр Дюрена и почти стёрты с лица земли такие близлежащие города, как Эшвайлер и Юлих. Однако немецкие войска эффективно использовали укрепления Линии Зигфрида, и американские части не смогли добиться особых успехов. К концу месяца 9-я армия в большинстве мест её полосы наступления вышла к реке Рур, а 1-я армия достигла линии Инде и начала продвигаться к Руру в районе Хюртгена. Действия английских войск по более надёжному обеспечению левого фланга войск Брэдли продолжались в течение ноября и завершились захватом позиций противника у Венло и ударами в первую неделю декабря к востоку от Гайленкирхена.
В полосе 3-й армии генерал Паттон сосредоточил своё внимание на продвижении к Саару и проведении сражения за Мец. 18 ноября его войска окружили Мец, а на следующий день вступили в город. Спустя четыре дня противник прекратил всякое сопротивление в городе, хотя бои за внешние форты продолжались. Тем временем другие части 3-й армии, наступавшие правее, оттеснили противника на Линию Зигфрида от Неннига до Саарлаутерна и вышли на Саар у Нильбрингена.
Французские войска выполняли вспомогательные функции. 23 ноября 2-я французская бронетанковая дивизия взяла Страсбург и вышла к Кёльнскому мосту на Рейне. 1-я французская армия в двухнедельном сражении очистила от противника Эльзас.

## Немецкое зимнее контрнаступление
Когда во второй половине сентября стало очевидным, что наступательный порыв Союзников иссякает, Гитлер стал усиленно заниматься планом контрнаступления. В конце октября о разработанном ОКВ плане было сообщено Рундштедту и Моделю. Начало операции было запланировано на 25 ноября. Немецкие армии немедленно приступили к осуществлению подготовки наступления, однако уже предварительный расчёт времени показал, что выдержать намеченный срок начала операции невозможно. Ближайшей датой было признано 10 декабря. После нескольких переносов сроков, окончательной датой начала наступления было установлено 16 декабря.
Ранним утром 16 декабря немцы нанесли удар на фронте 1-й армии, отбросив в Арденнах 5 американских дивизий. Неожиданность удара и отсутствие связи вызвали повсюду такое замешательство у Союзников, что в течение нескольких часов в высших штабах не знали о размахе действий противника. Упорные оборонительные бои англо-американских частей замедлили продвижение немцев, в результате чего они не смогли достичь намеченных целей. Одновременно, прекратив активные боевые действия на прочих участках фронта, Союзники подтянули силы для нанесения контрударов по флангам наступающей немецкой группировки. 10 января 1945 года Монтгомери и Брэдли отдали приказы на согласованное наступление в Арденнах с 13 января. Однако ещё 3 января Рундштедт поставил в известность своих командующих, что удар в Арденнах не имеет таких перспектив на успех, как это планировалось. 8 января Гитлер разрешил частичный отвод войск из этого района, а через пять дней было одобрено решение об общем отходе на рубеж восточнее Уффализа. К 28 января Союзники вернули всю территорию, захваченную немцами в ходе зимнего контрнаступления.

## Бои в Германии к западу от Рейна
18 января Эйзенхауэр отдал директиву командующему 12-й группой армий продолжать наступление, «чтобы воспользоваться теперешним неблагоприятным положением противника в Арденнах, нанести ему максимальные потери, воспользоваться всякой возможностью прорвать Линию Зигфрида и, если наступление будет удачным, продвигаться на северо-восток в направлении Прюм, Эйскирхен». В конце января войска Брэдли отбросили в своей полосе противника на Линию Зигфрида. Брэдли стремился продолжать наступать через район Эйфель к Рейну, но его войска начали задерживаться, поэтому командование Союзников отдало приоритет операциям, подготавливаемым Монтгомери.
План Монтгомери состоял в том, чтобы подчинённой ему 9-й американской армией нанести удар севернее Дюрена через реку Рур, ограничиться обороной на фронте 2-й армии между Рурмондом и Геннепом, а 1-й канадской армией, усиленной армейским корпусом, осуществить прорыв в юго-восточном направлении, предприняв наступление на узком участке между Маасом и Рейном южнее Неймегена. Обе фланговые армии должны были встретиться в районе между Крефельдом и Гельдерном, разгромить зажатые между Маасом и Рейном силы 15-й и 1-й парашютно-десантной немецких армий, и овладеть левым берегом Рейна от устья реки Эрфт до Эммериха. Все наступательные действия должны были начаться 8 февраля.
Ещё осенью стало ясно, что основным препятствием для наступления Центральной группы Союзников являются плотины на реках Урфт и Рур. Пока немцы удерживали Шваменауэльские плотины, они могли в любой момент открыть шлюзы и затопить долину Рура. Попытки разрушить плотины ударами с воздуха зимой 1944 года оказались безуспешными. 13 декабря было предпринято наступление с целью захвата плотин, однако его пришлось прекратить после удара немцев 16 декабря в Арденнах. Поэтому, перенося в конце января главный удар с фронта 1-й армии на север, Эйзенхауэр приказал Брэдли использовать группировку в 2-3 дивизии для захвата плотин.

### Плотины
4 февраля 1-я армия приступила к выполнению задачи по захвату Шваменауэльских плотин. Через пять дней, когда наступающие с севера американские части приблизились к плотинам, немцы открыли шлюзы. Союзникам потребовалось ждать две недели, пока разлившаяся река Рур снова вошла в свои берега, однако после этого уже не надо было опасаться, что противник откроет шлюзы в ходе наступления.

### Англо-канадский удар
Пока 1-я армия занималась плотинами Рура, Монтгомери подготовил удар на севере. 1-я канадская армия (командующий — генерал Крирар) начала наступление рано утром 8 февраля. Наводнение задерживало наступление, вынуждая войска использовать в некоторых районах амфибийные машины. До 13 февраля они не смогли очистить Рейхсвальд. Второй этап наступления — захват позиций противника к югу от Рейхсвальда около Гоха — был проведён между 18 и 21 февраля.
До того, как генерал Крирар начал третий этап своего наступления, в сражение вступила 9-я армия (командующий — генерал-лейтенант Симпсон), операция которой была отложена на две недели до спада воды в долине Рура. В 2 часа 45 минут ночи 23 февраля её передовые части форсировали Рур, и к исходу дня на противоположном берегу реки был создан плацдарм. Закрепившись на плацдарме, Симпсон начал продвигаться на восток и северо-восток, одновременно накапливая силы для крупномасштабного прорыва. В конце месяца он ввёл в сражение танковые части. Чтобы избежать флангового удара 9-й армии, немцы начали отходить из района Рурмонд-Венло.
26 февраля войска Крирара приступили к осуществлению третьего этапа наступления на Ксантен, но встретили ожесточённое сопротивление немцев. Тем временем соединения 1-й канадской армии, действовавшие юго-западнее, соединились с войсками 9-й армии у Гельдерна и продолжили параллельное наступление к Рейну, ликвидируя всякое организованное сопротивление в своей полосе между Маасом и Рейном.

### Действия Центральной группы войск
В соответствии с приказом Эйзенхауэра прикрывать правый фланг 9-й армии, 1-я армия одновременно с ней форсировала Рур утром 23 февраля. Танковые части переправились через реку на следующий день и быстро продвинулись на восток, к реке Эрфт, где задержались до 28 февраля. 2 марта войска Симпсона вышли на Рейн в окрестностях Нейсе. 5 марта 9-я армия завершила свою основную задачу, выйдя на Рейн на участке от Дюссельдорфа до Мерса.
Далее к югу войска генерала Паттона проводили ограниченное наступление вдоль Мозеля, преодолевая ряд разлившихся, упорно обороняемых водных преград. К концу февраля армия продвинулась вверх по долине реки Прюм к Рейну, ликвидировала выступ фронта, именуемый «Вианденским проходом», очистила треугольник местности между Сааром и Мозелем, и преодолела большую часть оборонительных сооружений Линии Зигфрида в своей полосе, выйдя к Триру.

### Ремагенский плацдарм
1 марта войска Брэдли начали новое наступление. Правее 9-й армии войска генерала Ходжеса форсировали Эрфт в новом месте, захватили и быстро расширили плацдармы. Они разгромили правое крыло 15-й немецкой армии и отрезали её от Кёльна и Дюссельдорфа. 4 марта войска Ходжеса вступили в Эйскирхен, 5 марта американские танковые части вклинились в оборону Кёльна, и на следующий день донесли о полном очищении города.
Южнее Кёльна войска Ходжеса продвигались к Рейну, чтобы затем, повернув на юг, форсировать реку Ар и войти в соприкосновение с частями 3-й армии, которые в это время продвигались на север. Вскоре после полудня 7 марта американские танковые части ворвались в город Ремаген и обнаружили, что расположенный поблизости Людендорфский мост через Рейн остался неразрушенным. Они доложили об этом своему командиру бригадному генералу Ходжу, который немедленно приказал своим людям занять мост. Проскочив мост под огнём противника, американцы закрепились на восточном берегу Рейна. Узнав об этом, Брэдли приказал Ходжесу немедленно бросить через Рейн всё, что у него имелось с целью расширения плацдарма. 8 марта мероприятия Брэдли получили одобрение Эйзенхауэра. К 12 марта 1-я армия удерживала на восточном берегу Рейна плацдарм шириной 23 км, и использовала на нём три пехотные и часть танковой дивизии.

### Действия войск Паттона и Деверса
В конце февраля Брэдли поставил Паттону  задачи:
1. захватить плацдармы на реке Киль и сосредоточить войска для дальнейшего наступления на восток,
2. подготовить удар с целью захвата района Майнц, Кобленц и, если позволит обстановка, захватить плацдарм на Мозеле юго-восточнее,
3. очистить от противника район между реками Мозель и Ар и соединиться с правым флангом 1-й армии.

В начале марта Паттон направил свои танковые части из района Эйфель к Рейну. К 11 марта союзные войска вышли на Рейн на фронте от Эмериха до Кобленца.

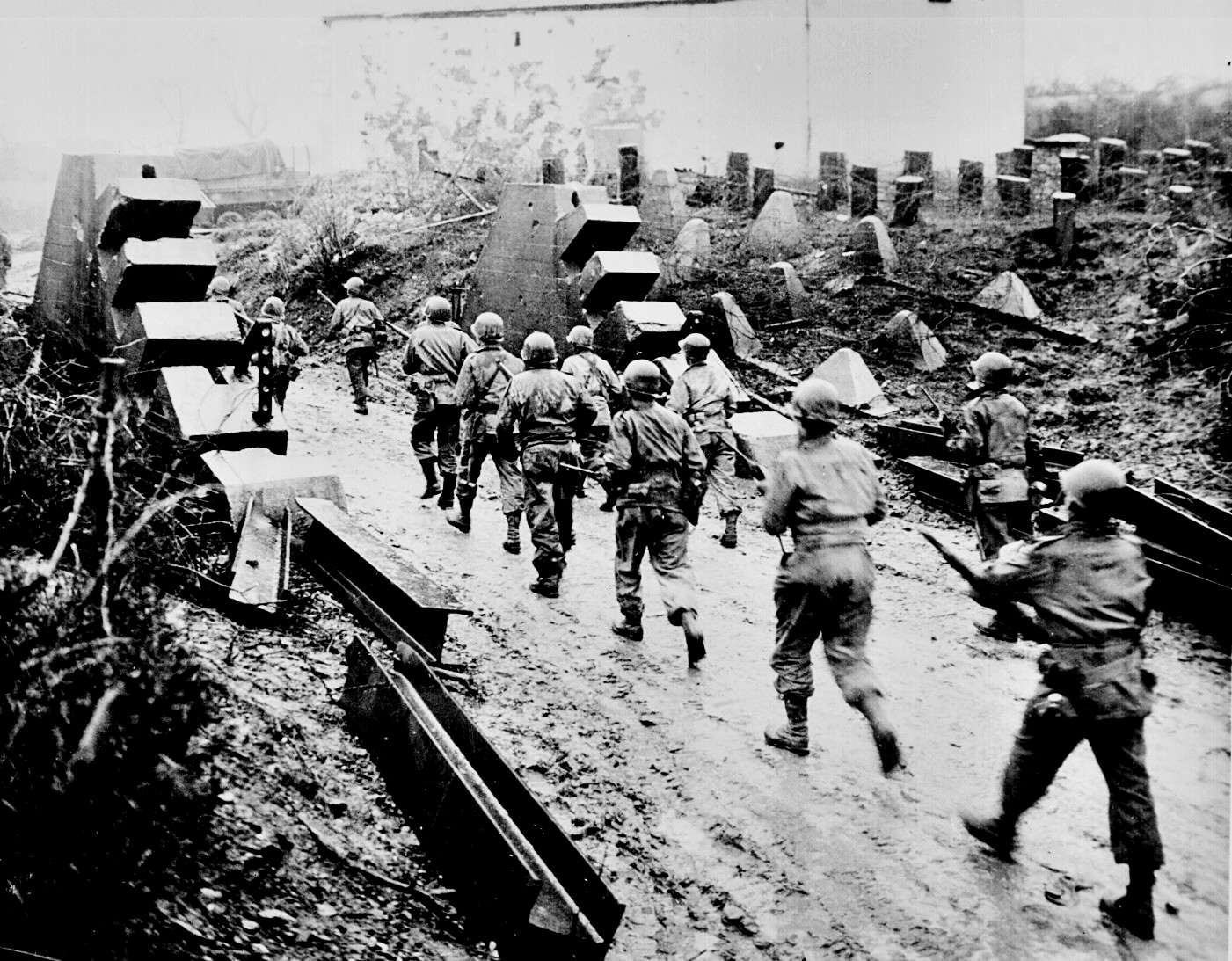
Американские солдаты пересекают Линию Зигфрида

8 марта Эйзенхауэр приказал 6-й группе армий быть готовой к переходу в наступление как только 12-я группа армий завершит свои операции на севере. 7-я армия генерала Петча с приданным ей французским корпусом должна была нанести удар в общем направлении долины реки Блис, Хомбург, Кайзерслаутерн, Вормс с целью прорыва Линии Зигфрида, разгрома противника в своей полосе и захвата плацдарма на восточном берегу Рейна в районе Вормс. 15 марта войска Петча начали наступление из Северного Эльзаса. Правый фланг встречал лишь разрозненное и слабое сопротивление, однако центр и левый фланг, ведя бои на укреплениях Линии Зигфрида, имели меньший успех. В это время танковые части Паттона прошли по тылам противника в треугольнике Пфальца. Некоторые из этих частей захватили Кобленц, а другие прошли через Бад-Крейцнах на Майнц. К 18 марта 3-я армия создала угрозу Францфуртскому коридору между Майнцем и Вормсом. В результате 7-я армия 19 марта вступила в Саарбрюккен. 20 марта войска Петча прорвались через позиции Линии Зигфрида, и на следующий день соединились с частями 3-й армии. К 25 марта саарско-пфальцский треугольник был пройден, Линия Зигфрида осталась позади на всём её протяжении.

## Комментарии
1. ↑  По данным немецкого военного историка Рюдигера Оверманса, с сентября 1944 по март 1945 года число убитых в бою немцев могло составить более 70 000 человек. Рюдгер Оверманс утверждает, что общее количество немецких убитых на Западном фронте до 31 декабря 1944 года составляет около 339 957. Он написал одну из самых подробных и всеобъемлющих работ о потерях немцев во Второй мировой войне.